# Kamato Hongo
Kamato Hongo (本郷 かまとHongō Kamato?), född Kimura troligen 8 april eller 16 september 1891 (påstått födelsedatum 16 september 1887), död 31 oktober 2003, var en japansk kvinna som antogs vara världens äldsta levande person från 18 mars 2002 till sin död. Hon bodde i Kagoshima, på en av Japans sydligaste öar Kyūshū. Hon firade sin, vad man tror, 116:e födelsedag 45 dagar innan hon avled av lunginflammation. Hennes påstådda ålder är starkt ifrågasatt efter forskning som visat att hon hade en äldre syster och äldre bror födda 1887 respektive 1890 och hon har numera exkluderats från listan över de äldsta människorna någonsin.
Hongo föddes på den lilla ön Tokunoshima, liksom Shigechiyo Izumi som också påstås ha levt ett långt liv, men flyttade senare till Kagoshima på Kyūshū där hon levde med sin dotter. Hon troddes vara den äldsta levande japanen från Denzo Ishisakis död 29 april 1999. Hon blev känd i Japan och det tillverkades varor med henne på (handdukar, nyckelringar, telefonkort, etc.) som en hyllning till hennes långa liv. Hon framträdde i japanska TV-program många gånger. Kyūshū har varit hem för flera långlevare, däribland Yukichi Chuganji som var världens äldsta levande man från 3 januari 2002 (och även äldsta levande människa från 29 december 2002 om Hongo inte räknas) och avled en månad före Hongo. I januari 2007 utnämndes Yone Minagawa till världens äldsta person och Tomoji Tanabe tog männens titel, båda bodde på Kyūshū vilket bekräftade att ön är en "ö för långa liv".